# Holnap Cirkusza Világfesztivál
A Holnap Cirkusza Világfesztivál (vagy magyarul gyakran csak párizsi cirkuszfesztiválként emlegetik, franciául: Festival Mondial du Cirque de Demain, angolul: The World Festival of the Circus of Tomorrow) Dominique Mauclair által 1977-ben létrehozott, évente megrendezésre kerülő nemzetközi cirkuszverseny Párizsban. A fesztiválon a világ legjobb artistái lépnek fel. Érdekessége, hogy állatszámok nem szerepelnek a felhozatalban.

## Története
A legelső fesztivál 1977. január 5-én vette kezdetét a párizsi Cirque d’Hiver Bouglione-ban. Az első nyertes egy fiatal kolumbiai kézegyensúlyozó trió, a The Wee Gets volt.
A második fesztivált ugyanebben az évben, 1977 novemberében tartották. A fesztivál ekkor vette fel a Holnap Cirkusza (franciául: Cirque de Demain, angolul: Circus of Tomorrow) nevet. A harmadik fesztivált 1979 júniusában rendezték az Alexis Gruss Cirkusz sátrában. Ettől kezdve adják át az arany, az ezüst, és a bronz érmeket a helyezetteknek. Így az első nyertesek, akik átvehették az aranyérmet azok, az Alexis Brothers formáció tagjai voltak.
1982-ben ismét változtattak a fesztivál címén. Az új és végleges név a Holnap Cirkusza Világfesztivál (franciául: Festival Mondial du Cirque de Demain) lett.
1988-ban, a fesztivál visszatért a Cirque d’Hiver-Bouglione-ba. A 2006-os fesztivál volt az utolsó, amit itt rendeztek. Ekkor Dominique Mauclair, a fesztivál alapítója úgy döntött, hogy visszavonul. A fesztivál költségeit 1982 óta egy önálló nonprofit szervezet fedezte, amelynek Mauclair 2003-ig volt az elnöke. A szervezet új elnöke, Alain M. Pacherie, 2007-ben a fesztivált a Cirque Phénix-be „költöztette”.
Az elmúlt évek során a fesztiválon egyre több kortárs cirkusz műfajú produkció mutatkozott be, mára pedig csak fiatal artistaművészekből áll a mezőny. Minden évben ügynökök és igazgatók érkeznek a világ minden tájáról Párizsba, hogy felfedezzék a fiatal tehetségeket. Több artistaművésznek is innen indult a karrierje. Jelenleg a monte-carlói és a budapesti fesztivál után az egyik legrangosabb cirkuszversenyként tartják számon.
A Holnap Cirkusza Fesztivál az egyetlen olyan cirkuszfesztivál, amelynek műsorát élőben az interneten keresztül is nyomon lehet követni az ARTE kulturális televíziócsatorna jóvoltából.

### Incidensek
2020-ban, a 41. fesztiválon a francia Erwan Tarlet légtornász a február 1-jei „A” műsorban – melyet az interneten élőben közvetítettek – nem adta elő a gurtni számában szereplő trükköket, mozdulatlanul a felsőtestére festett „Demain?” (magyarul: Holnap?) felirattal csak „lógott a szeren”. Ezt a művész a klímaváltozásra való felhívásnak szánta, valamint valósíthetően a szervezők előzetes értesítése nélkül tette. Ugyanezen a fesztiválon az amerikai–brit légtornász duó Francesca Hyde és Laura Stokes hajlógó számuk végén levetették a fellépőruhájukat és teljesen meztelenül fejezték be a produkciójukat, amit egyébként ezüstéremmel jutalmazott a szakmai zsűri.

## A fesztivál díjazottjai

### 1970-as évek
| 1. Holnap Cirkusza Világfesztivál Cirque d’Hiver, 1977. január | 1. Holnap Cirkusza Világfesztivál Cirque d’Hiver, 1977. január | 1. Holnap Cirkusza Világfesztivál Cirque d’Hiver, 1977. január | 1. Holnap Cirkusza Világfesztivál Cirque d’Hiver, 1977. január |
| -------------------------------------------------------------- | -------------------------------------------------------------- | -------------------------------------------------------------- | -------------------------------------------------------------- |

| 2. Holnap Cirkusza Világfesztivál Cirque d’Hiver, 1977. november | 2. Holnap Cirkusza Világfesztivál Cirque d’Hiver, 1977. november | 2. Holnap Cirkusza Világfesztivál Cirque d’Hiver, 1977. november | 2. Holnap Cirkusza Világfesztivál Cirque d’Hiver, 1977. november |
| ---------------------------------------------------------------- | ---------------------------------------------------------------- | ---------------------------------------------------------------- | ---------------------------------------------------------------- |

| 3. Holnap Cirkusza Világfesztivál Alexis Gruss Cirkusz, 1979. június | 3. Holnap Cirkusza Világfesztivál Alexis Gruss Cirkusz, 1979. június | 3. Holnap Cirkusza Világfesztivál Alexis Gruss Cirkusz, 1979. június | 3. Holnap Cirkusza Világfesztivál Alexis Gruss Cirkusz, 1979. június |
| -------------------------------------------------------------------- | -------------------------------------------------------------------- | -------------------------------------------------------------------- | -------------------------------------------------------------------- |

### 1980-as évek
| 4. Holnap Cirkusza Világfesztivál 1980 | 4. Holnap Cirkusza Világfesztivál 1980 | 4. Holnap Cirkusza Világfesztivál 1980 | 4. Holnap Cirkusza Világfesztivál 1980 |
| -------------------------------------- | -------------------------------------- | -------------------------------------- | -------------------------------------- |

| 5. Holnap Cirkusza Világfesztivál | 5. Holnap Cirkusza Világfesztivál | 5. Holnap Cirkusza Világfesztivál | 5. Holnap Cirkusza Világfesztivál |
| --------------------------------- | --------------------------------- | --------------------------------- | --------------------------------- |

| 6. Holnap Cirkusza Világfesztivál | 6. Holnap Cirkusza Világfesztivál | 6. Holnap Cirkusza Világfesztivál | 6. Holnap Cirkusza Világfesztivál |
| --------------------------------- | --------------------------------- | --------------------------------- | --------------------------------- |

| 7. Holnap Cirkusza Világfesztivál | 7. Holnap Cirkusza Világfesztivál | 7. Holnap Cirkusza Világfesztivál | 7. Holnap Cirkusza Világfesztivál |
| --------------------------------- | --------------------------------- | --------------------------------- | --------------------------------- |

| 8. Holnap Cirkusza Világfesztivál | 8. Holnap Cirkusza Világfesztivál | 8. Holnap Cirkusza Világfesztivál | 8. Holnap Cirkusza Világfesztivál |
| --------------------------------- | --------------------------------- | --------------------------------- | --------------------------------- |

| 9. Holnap Cirkusza Világfesztivál Cirque National Gruss, 1986. január 22–28. | 9. Holnap Cirkusza Világfesztivál Cirque National Gruss, 1986. január 22–28. | 9. Holnap Cirkusza Világfesztivál Cirque National Gruss, 1986. január 22–28. | 9. Holnap Cirkusza Világfesztivál Cirque National Gruss, 1986. január 22–28. |
| ---------------------------------------------------------------------------- | ---------------------------------------------------------------------------- | ---------------------------------------------------------------------------- | ---------------------------------------------------------------------------- |

| 10. Holnap Cirkusza Világfesztivál Cirque National Gruss, 1987. február 4–10. | 10. Holnap Cirkusza Világfesztivál Cirque National Gruss, 1987. február 4–10. | 10. Holnap Cirkusza Világfesztivál Cirque National Gruss, 1987. február 4–10. | 10. Holnap Cirkusza Világfesztivál Cirque National Gruss, 1987. február 4–10. |
| ----------------------------------------------------------------------------- | ----------------------------------------------------------------------------- | ----------------------------------------------------------------------------- | ----------------------------------------------------------------------------- |

| 11. Holnap Cirkusza Világfesztivál Cirque d’Hiver, 1988 | 11. Holnap Cirkusza Világfesztivál Cirque d’Hiver, 1988 | 11. Holnap Cirkusza Világfesztivál Cirque d’Hiver, 1988 | 11. Holnap Cirkusza Világfesztivál Cirque d’Hiver, 1988 |
| ------------------------------------------------------- | ------------------------------------------------------- | ------------------------------------------------------- | ------------------------------------------------------- |

| 12. Holnap Cirkusza Világfesztivál 1989 | 12. Holnap Cirkusza Világfesztivál 1989 | 12. Holnap Cirkusza Világfesztivál 1989 | 12. Holnap Cirkusza Világfesztivál 1989 |
| --------------------------------------- | --------------------------------------- | --------------------------------------- | --------------------------------------- |

### 1990-es évek
| 13. Holnap Cirkusza Világfesztivál Cirque d’Hiver, 1990 | 13. Holnap Cirkusza Világfesztivál Cirque d’Hiver, 1990 | 13. Holnap Cirkusza Világfesztivál Cirque d’Hiver, 1990 | 13. Holnap Cirkusza Világfesztivál Cirque d’Hiver, 1990 |
| ------------------------------------------------------- | ------------------------------------------------------- | ------------------------------------------------------- | ------------------------------------------------------- |

| 14. Holnap Cirkusza Világfesztivál 1991 | 14. Holnap Cirkusza Világfesztivál 1991 | 14. Holnap Cirkusza Világfesztivál 1991 | 14. Holnap Cirkusza Világfesztivál 1991 |
| --------------------------------------- | --------------------------------------- | --------------------------------------- | --------------------------------------- |

| 15. Holnap Cirkusza Világfesztivál 1992 | 15. Holnap Cirkusza Világfesztivál 1992 | 15. Holnap Cirkusza Világfesztivál 1992 | 15. Holnap Cirkusza Világfesztivál 1992 |
| --------------------------------------- | --------------------------------------- | --------------------------------------- | --------------------------------------- |

| 16. Holnap Cirkusza Világfesztivál 1993 | 16. Holnap Cirkusza Világfesztivál 1993 | 16. Holnap Cirkusza Világfesztivál 1993 | 16. Holnap Cirkusza Világfesztivál 1993 |
| --------------------------------------- | --------------------------------------- | --------------------------------------- | --------------------------------------- |

| 17. Holnap Cirkusza Világfesztivál 1994 | 17. Holnap Cirkusza Világfesztivál 1994 | 17. Holnap Cirkusza Világfesztivál 1994 | 17. Holnap Cirkusza Világfesztivál 1994 |
| --------------------------------------- | --------------------------------------- | --------------------------------------- | --------------------------------------- |

| 18. Holnap Cirkusza Világfesztivál Cirque d’Hiver, 1995. január 12–16. | 18. Holnap Cirkusza Világfesztivál Cirque d’Hiver, 1995. január 12–16. | 18. Holnap Cirkusza Világfesztivál Cirque d’Hiver, 1995. január 12–16. | 18. Holnap Cirkusza Világfesztivál Cirque d’Hiver, 1995. január 12–16. |
| ---------------------------------------------------------------------- | ---------------------------------------------------------------------- | ---------------------------------------------------------------------- | ---------------------------------------------------------------------- |

| 19. Holnap Cirkusza Világfesztivál 1996 | 19. Holnap Cirkusza Világfesztivál 1996 | 19. Holnap Cirkusza Világfesztivál 1996 | 19. Holnap Cirkusza Világfesztivál 1996 |
| --------------------------------------- | --------------------------------------- | --------------------------------------- | --------------------------------------- |

| 20. Holnap Cirkusza Világfesztivál 1997 | 20. Holnap Cirkusza Világfesztivál 1997 | 20. Holnap Cirkusza Világfesztivál 1997 | 20. Holnap Cirkusza Világfesztivál 1997 |
| --------------------------------------- | --------------------------------------- | --------------------------------------- | --------------------------------------- |

| 21. Holnap Cirkusza Világfesztivál 1998 | 21. Holnap Cirkusza Világfesztivál 1998 | 21. Holnap Cirkusza Világfesztivál 1998 | 21. Holnap Cirkusza Világfesztivál 1998 |
| --------------------------------------- | --------------------------------------- | --------------------------------------- | --------------------------------------- |

| 22. Holnap Cirkusza Világfesztivál Cirque Arlette Gruss, 1999. december 28–31. | 22. Holnap Cirkusza Világfesztivál Cirque Arlette Gruss, 1999. december 28–31. | 22. Holnap Cirkusza Világfesztivál Cirque Arlette Gruss, 1999. december 28–31. | 22. Holnap Cirkusza Világfesztivál Cirque Arlette Gruss, 1999. december 28–31. |
| ------------------------------------------------------------------------------ | ------------------------------------------------------------------------------ | ------------------------------------------------------------------------------ | ------------------------------------------------------------------------------ |

### 2000-es évek
| 23. Holnap Cirkusza Világfesztivál Cirque d’Hiver, 2002 | 23. Holnap Cirkusza Világfesztivál Cirque d’Hiver, 2002 | 23. Holnap Cirkusza Világfesztivál Cirque d’Hiver, 2002 | 23. Holnap Cirkusza Világfesztivál Cirque d’Hiver, 2002 |
| ------------------------------------------------------- | ------------------------------------------------------- | ------------------------------------------------------- | ------------------------------------------------------- |

| 24. Holnap Cirkusza Világfesztivál Cirque d’Hiver, 2003. január 30–február 1. | 24. Holnap Cirkusza Világfesztivál Cirque d’Hiver, 2003. január 30–február 1. | 24. Holnap Cirkusza Világfesztivál Cirque d’Hiver, 2003. január 30–február 1. | 24. Holnap Cirkusza Világfesztivál Cirque d’Hiver, 2003. január 30–február 1. |
| ----------------------------------------------------------------------------- | ----------------------------------------------------------------------------- | ----------------------------------------------------------------------------- | ----------------------------------------------------------------------------- |

| 25. Holnap Cirkusza Világfesztivál Cirque d’Hiver, 2004 | 25. Holnap Cirkusza Világfesztivál Cirque d’Hiver, 2004 | 25. Holnap Cirkusza Világfesztivál Cirque d’Hiver, 2004 | 25. Holnap Cirkusza Világfesztivál Cirque d’Hiver, 2004 |
| ------------------------------------------------------- | ------------------------------------------------------- | ------------------------------------------------------- | ------------------------------------------------------- |

| 26. Holnap Cirkusza Világfesztivál Cirque d’Hiver, 2005 | 26. Holnap Cirkusza Világfesztivál Cirque d’Hiver, 2005 | 26. Holnap Cirkusza Világfesztivál Cirque d’Hiver, 2005 | 26. Holnap Cirkusza Világfesztivál Cirque d’Hiver, 2005 |
| ------------------------------------------------------- | ------------------------------------------------------- | ------------------------------------------------------- | ------------------------------------------------------- |

| 27. Holnap Cirkusza Világfesztivál Cirque d’Hiver, 2006. január 26–30. | 27. Holnap Cirkusza Világfesztivál Cirque d’Hiver, 2006. január 26–30. | 27. Holnap Cirkusza Világfesztivál Cirque d’Hiver, 2006. január 26–30. | 27. Holnap Cirkusza Világfesztivál Cirque d’Hiver, 2006. január 26–30. |
| ---------------------------------------------------------------------- | ---------------------------------------------------------------------- | ---------------------------------------------------------------------- | ---------------------------------------------------------------------- |

| 28. Holnap Cirkusza Világfesztivál Cirque Phénix, 2007. február 1–4. | 28. Holnap Cirkusza Világfesztivál Cirque Phénix, 2007. február 1–4. | 28. Holnap Cirkusza Világfesztivál Cirque Phénix, 2007. február 1–4. | 28. Holnap Cirkusza Világfesztivál Cirque Phénix, 2007. február 1–4. |
| Érem                                                                 | Nyertes                                                              | Ország                                                               | Szám                                                                 |
| -------------------------------------------------------------------- | -------------------------------------------------------------------- | -------------------------------------------------------------------- | -------------------------------------------------------------------- |
| Arany                                                                | Shandong csoport                                                     | Kína                                                                 | ikária játékok                                                       |
| Arany                                                                | Dima Shine                                                           | Ukrajna                                                              | kézegyensúlyozó                                                      |
| Arany                                                                | Sebastien Soldevila és Emilie Bonnavaud                              | Kanada                                                               | duó akrobatika                                                       |
| Ezüst                                                                | Mongolie csoport                                                     | Kína                                                                 | zsonglőrök egykerekűn                                                |
| Ezüst                                                                | Ambassador                                                           | Oroszország                                                          | kézegyensúlyozó                                                      |
| Ezüst                                                                | Mikis Minnier-Matsakis és Anne De Buck                               | Franciaország                                                        | duó akrobatika                                                       |
| Bronz                                                                | Mike Leclair                                                         | Franciaország                                                        | zsonglőr                                                             |
| Bronz                                                                | Erika Lemay                                                          | Kanada                                                               | levegő karika                                                        |

| 29. Holnap Cirkusza Világfesztivál Cirque Phénix, 2008. január 31–február 3. | 29. Holnap Cirkusza Világfesztivál Cirque Phénix, 2008. január 31–február 3. | 29. Holnap Cirkusza Világfesztivál Cirque Phénix, 2008. január 31–február 3. | 29. Holnap Cirkusza Világfesztivál Cirque Phénix, 2008. január 31–február 3. |
| Érem                                                                         | Nyertes                                                                      | Ország                                                                       | Szám                                                                         |
| ---------------------------------------------------------------------------- | ---------------------------------------------------------------------------- | ---------------------------------------------------------------------------- | ---------------------------------------------------------------------------- |
| Arany                                                                        | Wei Liang Lin                                                                | Tajvan – Kína                                                                | diabolo                                                                      |
| Arany                                                                        | Sergey Tymofieiev                                                            | Ukrajna                                                                      | kézegyensúlyozó                                                              |
| Arany                                                                        | Alexander Kulakov                                                            | Oroszország                                                                  | zsonglőr                                                                     |
| Arany                                                                        | Suining csoport                                                              | Kína                                                                         | kézegyensúlyozók                                                             |
| Ezüst                                                                        | Morgan                                                                       | Franciaország                                                                | zsonglőr                                                                     |
| Ezüst                                                                        | Hebei csoport                                                                | Kína                                                                         | lábzsonglőrök                                                                |
| Ezüst                                                                        | Flying Garamovs                                                              | Oroszország                                                                  | repülő trapéz                                                                |
| Bronz                                                                        | Arevik Seyranyan                                                             | Örményország                                                                 | kézegyensúlyozó                                                              |
| Bronz                                                                        | Duo Morosof                                                                  | Argentína – Brazília – Olaszország – Franciaország                           | ugródeszka                                                                   |

| 30. Holnap Cirkusza Világfesztivál Cirque Phénix, 2009. január 29–február 1. | 30. Holnap Cirkusza Világfesztivál Cirque Phénix, 2009. január 29–február 1. | 30. Holnap Cirkusza Világfesztivál Cirque Phénix, 2009. január 29–február 1. | 30. Holnap Cirkusza Világfesztivál Cirque Phénix, 2009. január 29–február 1. |
| Érem                                                                         | Nyertes                                                                      | Ország                                                                       | Szám                                                                         |
| ---------------------------------------------------------------------------- | ---------------------------------------------------------------------------- | ---------------------------------------------------------------------------- | ---------------------------------------------------------------------------- |
| Arany                                                                        | Alexander Koblikov                                                           | Ukrajna                                                                      | zsonglőr                                                                     |
| Arany                                                                        | Emma Henshall                                                                | Ausztrália                                                                   | lengő trapéz                                                                 |
| Arany                                                                        | Chemin de Fer csoport                                                        | Kína                                                                         | rola bola                                                                    |
| Ezüst                                                                        | Florent Lestage                                                              | Franciaország                                                                | zsonglőr                                                                     |
| Ezüst                                                                        | Antoine és Aurore                                                            | Franciaország                                                                | duó akrobatika                                                               |
| Ezüst                                                                        | Xi Yu csoport                                                                | Kína                                                                         | egyensúlyozók                                                                |
| Bronz                                                                        | Justine Méthé-Crozat és Philippe Renaud                                      | Kanada                                                                       | duó akrobatika                                                               |
| Bronz                                                                        | Etienne Saglio                                                               | Franciaország                                                                | bűvész                                                                       |
| Bronz                                                                        | Bankina                                                                      | Kolumbia                                                                     | dobóakrobaták                                                                |
| Bronz                                                                        | Mahrane Hannachi, Yamen Abidi és Saifeddine Jelassi                          | Tunézia                                                                      | kínai rúd                                                                    |

### 2010-es évek
| 31. Holnap Cirkusza Világfesztivál Cirque Phénix, 2010. január 28–31. | 31. Holnap Cirkusza Világfesztivál Cirque Phénix, 2010. január 28–31. | 31. Holnap Cirkusza Világfesztivál Cirque Phénix, 2010. január 28–31. | 31. Holnap Cirkusza Világfesztivál Cirque Phénix, 2010. január 28–31. |
| Érem                                                                  | Nyertes                                                               | Ország                                                                | Szám                                                                  |
| --------------------------------------------------------------------- | --------------------------------------------------------------------- | --------------------------------------------------------------------- | --------------------------------------------------------------------- |
| Arany                                                                 | Darkan                                                                | Kazahsztán                                                            | gurtni légtornász                                                     |
| Arany                                                                 | Wuqiao Akrobata Csoport                                               | Kína                                                                  | diabolo, ikária játékok                                               |
| Ezüst                                                                 | Duo Maintenant                                                        | Franciaország                                                         | duó akrobatika                                                        |
| Ezüst                                                                 | Duo You and Me                                                        | Ukrajna                                                               | kézegyensúlyozók                                                      |
| Ezüst                                                                 | Eric Longequel és Antonin Hartz                                       | Franciaország                                                         | diabolo                                                               |
| Bronz                                                                 | Rémi Martin                                                           | Németország – Franciaország                                           | kínai rúd                                                             |
| Bronz                                                                 | Eike Von Stuckenbrok                                                  | Németország                                                           | kézegyensúlyozó                                                       |
| Bronz                                                                 | Yannick Thomas és Gregory Arsenal                                     | Franciaország                                                         | duó akrobatika                                                        |
| Bronz                                                                 | Lunga                                                                 | Dél-afrikai Köztársaság                                               | hajlékonyság                                                          |
| Bronz                                                                 | Maxime Pythoud                                                        | Svájc                                                                 | Cyr-kerék                                                             |

| 32. Holnap Cirkusza Világfesztivál Cirque Phénix, 2011. január 27–30. | 32. Holnap Cirkusza Világfesztivál Cirque Phénix, 2011. január 27–30. | 32. Holnap Cirkusza Világfesztivál Cirque Phénix, 2011. január 27–30. | 32. Holnap Cirkusza Világfesztivál Cirque Phénix, 2011. január 27–30. |
| Érem                                                                  | Nyertes                                                               | Ország                                                                | Szám                                                                  |
| --------------------------------------------------------------------- | --------------------------------------------------------------------- | --------------------------------------------------------------------- | --------------------------------------------------------------------- |
| Arany                                                                 | Uuve Jansson                                                          | Svédország                                                            | lengő trapéz                                                          |
| Arany                                                                 | Mykola Shcherbak és Sergii Popov                                      | Ukrajna                                                               | erőemelő akrobaták                                                    |
| Arany                                                                 | Balagans                                                              | Svédország – Spanyolország                                            | ugródeszka                                                            |
| Ezüst                                                                 | Kérol                                                                 | Spanyolország                                                         | zsonglőr, beatbox                                                     |
| Ezüst                                                                 | Kínai Nemzeti Csoport                                                 | Kína                                                                  | egyensúlyozók                                                         |
| Bronz                                                                 | Pavel Stankevych                                                      | Ukrajna                                                               | kézegyensúlyozó                                                       |
| Bronz                                                                 | Fujian csoport                                                        | Kína                                                                  | lasszó                                                                |
| Bronz                                                                 | Wes Peden                                                             | Egyesült Államok                                                      | zsonglőr                                                              |

| 33. Holnap Cirkusza Világfesztivál Cirque Phénix, 2012. január 26–29. | 33. Holnap Cirkusza Világfesztivál Cirque Phénix, 2012. január 26–29. | 33. Holnap Cirkusza Világfesztivál Cirque Phénix, 2012. január 26–29. | 33. Holnap Cirkusza Világfesztivál Cirque Phénix, 2012. január 26–29. |
| Érem                                                                  | Nyertes                                                               | Ország                                                                | Szám                                                                  |
| --------------------------------------------------------------------- | --------------------------------------------------------------------- | --------------------------------------------------------------------- | --------------------------------------------------------------------- |
| Arany                                                                 | Héloïse és William                                                    | Kanada                                                                | kínai rúd                                                             |
| Arany                                                                 | Tatania-Bongonga Mosio                                                | Kongói Demokratikus Köztársaság – Franciaország                       | kötéltánc                                                             |
| Arany                                                                 | Baskultoo                                                             | Kanada – Franciaország                                                | ugródeszka                                                            |
| Ezüst                                                                 | Ruslana és Taisiya Bazaliy                                            | Ukrajna                                                               | lengő trapéz                                                          |
| Ezüst                                                                 | Duo Paradise                                                          | Ukrajna                                                               | duó akrobatika                                                        |
| Ezüst                                                                 | Dropline                                                              | Franciaország – Németország – Finnország                              | zsonglőrök                                                            |
| Ezüst                                                                 | Lisa Rinne                                                            | Németország                                                           | lengő trapéz                                                          |
| Ezüst                                                                 | Chris és Iris                                                         | Németország                                                           | duó akrobatika                                                        |
| Bronz                                                                 | Spencer Novich                                                        | Egyesült Államok                                                      | komikus                                                               |
| Bronz                                                                 | Chemin de Fer csoport                                                 | Kína                                                                  | zsonglőrök                                                            |

| 34. Holnap Cirkusza Világfesztivál Cirque Phénix, 2013. január 24–27. | 34. Holnap Cirkusza Világfesztivál Cirque Phénix, 2013. január 24–27. | 34. Holnap Cirkusza Világfesztivál Cirque Phénix, 2013. január 24–27. | 34. Holnap Cirkusza Világfesztivál Cirque Phénix, 2013. január 24–27. |
| Érem                                                                  | Nyertes                                                               | Ország                                                                | Szám                                                                  |
| --------------------------------------------------------------------- | --------------------------------------------------------------------- | --------------------------------------------------------------------- | --------------------------------------------------------------------- |
| Arany                                                                 | Sarah és Guilhem                                                      | Kanada – Franciaország                                                | trapéz                                                                |
| Arany                                                                 | Trio Anneaux                                                          | Franciaország – Spanyolország – Egyesült Államok                      | karikaugró akrobaták                                                  |
| Arany                                                                 | Lewie West                                                            | Ausztrália                                                            | gurtni                                                                |
| Arany                                                                 | Ba Jianguo                                                            | Kína                                                                  | diabolo                                                               |
| Ezüst                                                                 | Angelica Bongiovonni                                                  | Egyesült Államok                                                      | Cyr-kerék                                                             |
| Bronz                                                                 | Eric Bates                                                            | Egyesült Államok                                                      | zsonglőr                                                              |
| Bronz                                                                 | Robert Muraine                                                        | Egyesült Államok                                                      | hajlékonyság                                                          |
| Bronz                                                                 | Papin Khachatryan                                                     | Oroszország                                                           | kézegyensúlyozó                                                       |
| Bronz                                                                 | Duo XY                                                                | Egyesült Államok                                                      | trapéz                                                                |

| 35. Holnap Cirkusza Világfesztivál Cirque Phénix, 2014. január 23–26. | 35. Holnap Cirkusza Világfesztivál Cirque Phénix, 2014. január 23–26. | 35. Holnap Cirkusza Világfesztivál Cirque Phénix, 2014. január 23–26. | 35. Holnap Cirkusza Világfesztivál Cirque Phénix, 2014. január 23–26. |
| Érem                                                                  | Nyertes                                                               | Ország                                                                | Szám                                                                  |
| --------------------------------------------------------------------- | --------------------------------------------------------------------- | --------------------------------------------------------------------- | --------------------------------------------------------------------- |
| Arany                                                                 | Aime Morales                                                          | Venezuela                                                             | Cyr-kerék                                                             |
| Arany                                                                 | Troupe Nationale de Chine                                             | Kína                                                                  | kézegyensúlyozók                                                      |
| Ezüst                                                                 | Avital és Jöchen Pöschko                                              | Egyesült Királyság – Németország – Izrael                             | lengő trapéz                                                          |
| Ezüst                                                                 | Duo eMotion                                                           | Franciaország                                                         | tánc a trapézon                                                       |
| Ezüst                                                                 | Kyle Driggs                                                           | Egyesült Államok                                                      | zsonglőr                                                              |
| Ezüst                                                                 | Naomi és Renaldo                                                      | Kanada – Egyesült Államok                                             | duó akrobatika                                                        |
| Bronz                                                                 | Max és Antonio                                                        | Franciaország – Spanyolország                                         | sitz                                                                  |
| Bronz                                                                 | Saulo Sarmiento                                                       | Spanyolország                                                         | rúdtánc                                                               |
| Bronz                                                                 | Jérôme Sordillon                                                      | Franciaország                                                         | gurtni légtornász                                                     |
| Bronz                                                                 | Michael Ferreri                                                       | Spanyolország                                                         | zsonglőr                                                              |

| 36. Holnap Cirkusza Világfesztivál Cirque Phénix, 2015. január 29–február 1. | 36. Holnap Cirkusza Világfesztivál Cirque Phénix, 2015. január 29–február 1. | 36. Holnap Cirkusza Világfesztivál Cirque Phénix, 2015. január 29–február 1. | 36. Holnap Cirkusza Világfesztivál Cirque Phénix, 2015. január 29–február 1. |
| Érem                                                                         | Nyertes                                                                      | Ország                                                                       | Szám                                                                         |
| ---------------------------------------------------------------------------- | ---------------------------------------------------------------------------- | ---------------------------------------------------------------------------- | ---------------------------------------------------------------------------- |
| Arany                                                                        | Sons Company                                                                 | Svédország                                                                   | ugródeszka                                                                   |
| Arany                                                                        | Jimmy Gonzalez                                                               | Spanyolország                                                                | zsonglőr                                                                     |
| Ezüst                                                                        | Lift                                                                         | Franciaország                                                                | párhuzamos korlát                                                            |
| Ezüst                                                                        | Wise Fools                                                                   | Finnország                                                                   | trapéz trió                                                                  |
| Ezüst                                                                        | Duo Kiebre                                                                   | Kolumbia – Uruguay                                                           | gurtni                                                                       |
| Bronz                                                                        | Dmitry Ikin                                                                  | Oroszország                                                                  | zsonglőr                                                                     |
| Bronz                                                                        | Duo Catalexi                                                                 | Kanada                                                                       | gurtni                                                                       |
| Bronz                                                                        | Duo Unity                                                                    | Kanada – Németország – Spanyolország                                         | Cyr-kerék                                                                    |
| Bronz                                                                        | Remedan & Biniyam                                                            | Etiópia                                                                      | erőemelő szám                                                                |
| Bronz                                                                        | Guandong csoport                                                             | Kína                                                                         | egyensúlyozó szám                                                            |

| 37. Holnap Cirkusza Világfesztivál Cirque Phénix, 2016. január 28–31. | 37. Holnap Cirkusza Világfesztivál Cirque Phénix, 2016. január 28–31. | 37. Holnap Cirkusza Világfesztivál Cirque Phénix, 2016. január 28–31. | 37. Holnap Cirkusza Világfesztivál Cirque Phénix, 2016. január 28–31. |
| Érem                                                                  | Nyertes                                                               | Ország                                                                | Szám                                                                  |
| --------------------------------------------------------------------- | --------------------------------------------------------------------- | --------------------------------------------------------------------- | --------------------------------------------------------------------- |
| Arany                                                                 | Skokov csoport                                                        | Oroszország                                                           | hintaszám                                                             |
| Arany                                                                 | Anny & Andrei                                                         | Kanada – Fehéroroszország                                             | álló zicc                                                             |
| Ezüst                                                                 | Heroes csoport                                                        | Oroszország                                                           | trapéz szám                                                           |
| Ezüst                                                                 | Ali & Jules                                                           | Egyesült Királyság – Franciaország                                    | ugródeszka szám                                                       |
| Ezüst                                                                 | Moi Et Les Autres                                                     | Kanada – Franciaország – Svájc                                        | orosz rúd                                                             |
| Bronz                                                                 | Andrey Moraru                                                         | Ukrajna                                                               | kézegyensúlyozó                                                       |
| Bronz                                                                 | Duo André–Léo                                                         | Belgium – Franciaország                                               | Cyr-kerék                                                             |
| Bronz                                                                 | Atai Omurzakov & Tumar KR Group                                       | Kirgizisztán – Kazahsztán                                             | hajlékonyság                                                          |
| Bronz                                                                 | Les Expirés                                                           | Franciaország – Svájc                                                 | bohócok                                                               |

| 38. Holnap Cirkusza Világfesztivál Cirque Phénix, 2017. január 26–29. | 38. Holnap Cirkusza Világfesztivál Cirque Phénix, 2017. január 26–29. | 38. Holnap Cirkusza Világfesztivál Cirque Phénix, 2017. január 26–29. | 38. Holnap Cirkusza Világfesztivál Cirque Phénix, 2017. január 26–29. |
| Érem                                                                  | Nyertes                                                               | Ország                                                                | Szám                                                                  |
| --------------------------------------------------------------------- | --------------------------------------------------------------------- | --------------------------------------------------------------------- | --------------------------------------------------------------------- |
| Arany                                                                 | Cirque "La Compagnie"                                                 | Franciaország – Svájc                                                 | ugródeszka–kínai rúd                                                  |
| Arany                                                                 | ChihHan Chao                                                          | Tajvan (Kína)                                                         | diabolo                                                               |
| Ezüst                                                                 | Jose & Dany                                                           | Argentína                                                             | légtornászok                                                          |
| Ezüst                                                                 | Zhejiang csoport                                                      | Kína                                                                  | lábzsonglőrök                                                         |
| Ezüst                                                                 | Korri Singh Aulakh                                                    | Egyesült Királyság                                                    | trapéz szám                                                           |
| Bronz                                                                 | Saleh Yazdani                                                         | Németország – Irán                                                    | kézegyensúlyozó                                                       |
| Bronz                                                                 | Rémi Lasvènes                                                         | Franciaország                                                         | zsonglőr                                                              |
| Bronz                                                                 | Masha Terentieva                                                      | Kanada                                                                | légtornász                                                            |
| Bronz                                                                 | Havana csoport                                                        | Kuba                                                                  | levegőszám                                                            |

| 39. Holnap Cirkusza Világfesztivál Cirque Phénix, 2018. február 1–4. | 39. Holnap Cirkusza Világfesztivál Cirque Phénix, 2018. február 1–4. | 39. Holnap Cirkusza Világfesztivál Cirque Phénix, 2018. február 1–4. | 39. Holnap Cirkusza Világfesztivál Cirque Phénix, 2018. február 1–4. |
| Érem                                                                 | Nyertes                                                              | Ország                                                               | Szám                                                                 |
| -------------------------------------------------------------------- | -------------------------------------------------------------------- | -------------------------------------------------------------------- | -------------------------------------------------------------------- |
| Arany                                                                | Jinan csoport                                                        | Kína                                                                 | kézegyensúlyozás székeken                                            |
| Ezüst                                                                | Lukas & Aaron                                                        | Svédország – Finnország                                              | ugródeszka                                                           |
| Ezüst                                                                | Tim Kriegler                                                         | Németország                                                          | gurtni                                                               |
| Ezüst                                                                | Barcode Company                                                      | Egyesült Államok – Kanada – Franciaország                            | orosz rúd                                                            |
| Bronz                                                                | Arata Urawa                                                          | Japán                                                                | diabolo                                                              |
| Bronz                                                                | Tristan & Eve                                                        | Egyesült Államok – Franciaország                                     | erőemelő                                                             |
| Bronz                                                                | Viivi R. & Fragan G. Duo                                             | Franciaország – Finnország                                           | kötél                                                                |
| Bronz                                                                | Vincent Bruyninckx                                                   | Belgium                                                              | Cyr-kerék                                                            |
| Bronz                                                                | Julius & César                                                       | Németország – Franciaország                                          | erőemelő                                                             |

| 40. Holnap Cirkusza Világfesztivál Cirque Phénix, 2019. január 31–február 3. | 40. Holnap Cirkusza Világfesztivál Cirque Phénix, 2019. január 31–február 3. | 40. Holnap Cirkusza Világfesztivál Cirque Phénix, 2019. január 31–február 3. | 40. Holnap Cirkusza Világfesztivál Cirque Phénix, 2019. január 31–február 3. |
| Érem                                                                         | Nyertes                                                                      | Ország                                                                       | Szám                                                                         |
| ---------------------------------------------------------------------------- | ---------------------------------------------------------------------------- | ---------------------------------------------------------------------------- | ---------------------------------------------------------------------------- |
| Nagydíj                                                                      | Scandinavian Boards                                                          | Svédország – Finnország – Hollandia                                          | ugródeszka                                                                   |
| Arany                                                                        | Arthur Morel Van Hyfte                                                       | Franciaország                                                                | dance trapéz                                                                 |
| Arany                                                                        | Dalien Akrobata Csoport                                                      | Kína                                                                         | vízi meteor                                                                  |
| Ezüst                                                                        | Alexey Ishmaev & Pavel Mayer                                                 | Oroszország                                                                  | gurtni                                                                       |
| Ezüst                                                                        | Laurence Tremblay-Vu                                                         | Kanada – Vietnám                                                             | magasdrót                                                                    |
| Bronz                                                                        | Mizuki Shinagawa                                                             | Japán                                                                        | tissue                                                                       |
| Bronz                                                                        | Cie Soralino                                                                 | Franciaország – Olaszország – Brazília                                       | excentrikusok                                                                |
| Bronz                                                                        | Diego Salles                                                                 | Brazília                                                                     | tissue                                                                       |
| Bronz                                                                        | Efimov csoport                                                               | Oroszország                                                                  | ugrócsík                                                                     |

### 2020-as évek
| 41. Holnap Cirkusza Világfesztivál Cirque Phénix, 2020. január 30–február 2. | 41. Holnap Cirkusza Világfesztivál Cirque Phénix, 2020. január 30–február 2. | 41. Holnap Cirkusza Világfesztivál Cirque Phénix, 2020. január 30–február 2. | 41. Holnap Cirkusza Világfesztivál Cirque Phénix, 2020. január 30–február 2. |
| Érem                                                                         | Nyertes                                                                      | Ország                                                                       | Szám                                                                         |
| ---------------------------------------------------------------------------- | ---------------------------------------------------------------------------- | ---------------------------------------------------------------------------- | ---------------------------------------------------------------------------- |
| Nagydíj                                                                      | Guangzhou városi csoport                                                     | Kína                                                                         | lengő drót                                                                   |
| Arany                                                                        | 1.2.3. Marinich Foundation                                                   | Dánia – Franciaország                                                        | álló sitz                                                                    |
| Arany                                                                        | Célien & Nicolas                                                             | Franciaország                                                                | lengő trapéz                                                                 |
| Ezüst                                                                        | Valeriia Davydenko                                                           | Ukrajna                                                                      | kézegyensúlyozó                                                              |
| Ezüst                                                                        | Théo és Lucas Enriquez – Kirn Compagnie                                      | Franciaország                                                                | ikária játékok (risley szám)                                                 |
| Ezüst                                                                        | Francesca Hyde & Laura Stokes                                                | Egyesült Államok – Egyesült Királyság                                        | hajlógó szám                                                                 |
| Ezüst                                                                        | Tom Lacoste                                                                  | Franciaország                                                                | diabolo excentrikus                                                          |
| Bronz                                                                        | Holland & Sara                                                               | Egyesült Államok                                                             | gurtni                                                                       |
| Bronz                                                                        | Benedikt Baumann                                                             | Magyarország                                                                 | karika                                                                       |

## További információ
- Pascal Jacob, Festival Mondial du Cirque de Demain – Trente Ans (Párizs, Magellan & Cie, 2009) ISBN 978-2-35074-156-7
- (franciául) A Holnap Cirkusza Világfesztivál hivatalos honlapja